# Пастушенко-Синявина, Елена Николаевна
Елена Николаевна Пастушенко-Синявина (укр. Олена Миколаївна Пастушенко-Синявіна; род. 14 июля 1979) — украинская легкоатлетка, специалистка по бегу на короткие дистанции. Выступала на профессиональном уровне в 1999—2007 годах, победительница и призёрка ряда крупных международных стартов, чемпионка Украины, участница летних Олимпийских игр в Сиднее.

## Биография
Елена Пастушенко родилась 14 июля 1979 года. Занималась лёгкой атлетикой в Харьковской области.
Первого серьёзного успеха на международном уровне добилась в сезоне 1999 года, когда вошла в состав украинской сборной и выступила на молодёжном европейском первенстве в Гётеборге, где выиграла серебряную медаль в беге на 100 метров и седьмой в беге на 200 метров. Также в 100-метровой дисциплине финишировала пятой на Всемирных военных играх в Загребе.
В 2000 году в дисциплине 200 метров выиграла зимний чемпионат Украины во Львове и летний чемпионат Украины в Киеве, стартовала на чемпионате Европы в помещении в Генте и на Кубке Европы в Гейтсхеде. Благодаря череде успешных выступлений удостоилась права защищать честь страны на летних Олимпийских играх в Сиднее — в программе 200 метров остановилась на стадии четвертьфиналов, тогда как в эстафете 4×100 метров вместе с соотечественницами дошла до полуфинала.
В 2001 году отметилась выступлением в дисциплинах 100 и 200 метров на молодёжном европейском первенстве в Амстердаме.
В 2002 году в эстафете 4×100 метров стала четвёртой на Кубке Европы в Анси. На чемпионате Европы в Мюнхене дошла до полуфинала в 100-метровом беге и заняла пятое место в эстафете 4×100 метров.
В 2003 году бежала 200 метров на чемпионате мира в помещении в Бирмингеме, в беге на 100 метров одержала победу на чемпионате Украины в Киеве. Принимала участие в чемпионате мира в Париже — в 100-метровой дисциплине остановилась в четвертьфинале, в то время как в эстафете 4×100 метров была четвёртой.
В 2005 году в эстафете 4×100 метров стартовала на чемпионате мира в Хельсинки.
В 2006 году на Кубке Европы в Малаге стала третьей в зачёте эстафеты 4×100 метров.
Завершила спортивную карьеру по окончании сезона 2007 года.